# Cerkiew św. Piotra Moskiewskiego w Peresławiu Zaleskim
Cerkiew św. Piotra Metropolity Moskiewskiego – prawosławna cerkiew w Peresławiu Zaleskim, wzniesiona w XVI w. Obecnie nieużytkowana.

## Historia
Pierwsza cerkiew na miejscu obecnie istniejącej świątyni była budowlą drewnianą. Wzmianka o niej znajduje się w gramocie metropolity kijowskiego Focjusza z 1420. Pierwotnie obiekt był częścią kompleksu pałacu metropolity kijowskiego, w którym zatrzymywał się on, przebywając w Peresławiu. Na patrona świątyni wzniesionej w 1585 wybrano metropolitę moskiewskiego Piotra, który w XIV w. przebywał w tej rezydencji, kanonizowanego w 1339.
Niektórzy badacze uważają, że fundatorem cerkwi był car Iwan IV Groźny (zm. 1584), który otaczał metropolitę Piotra szczególną czcią i który wspierał materialnie również znajdujący się w Peresławiu monaster św. Nikity oraz monaster św. Teodora Stratylatesa. Część autorów dopuszcza możliwość, że poprzez wzniesienie cerkwi św. Piotra Iwan Groźny chciał upamiętnić zamordowanego przez siebie syna i następcę tronu Iwana. Za tym, że cerkiew pełniła funkcję pomnika świadczy jej szczególny wygląd – jest to niewielka świątynia kryta wysokim dachem namiotowym.
Po 1880 cerkiew była remontowana pod kierunkiem akademika W. Susłowa. Po rewolucji październikowej obiekt początkowo nadal pełnił funkcje liturgiczne. Władze radzieckie odebrały budowlę Kościołowi dopiero w latach 50. XX wieku i urządziły w niej magazyn. W latach 1965–1968 miał miejsce drugi etap remontu, podczas którego usunięto sztukaterię z XIX w. W 1988 pojawiła się propozycja umieszczenia w cerkwi klubu i kawiarni młodzieżowej, z czego ostatecznie się wycofano. Trzy lata później budynek zwrócono Rosyjskiemu Kościołowi Prawosławnemu. W 2009 odnowiono wieńczący cerkiew dach namiotowy. Remont cerkwi nie został jednak doprowadzony do końca. Nabożeństwa w cerkwi nie odbywają się. Dzwony zawieszone na dzwonnicy świątyni wykorzystywane są podczas liturgii w nieodległej cerkwi św. Aleksandra Newskiego i w soborze Włodzimierskiej Ikony Matki Bożej.

## Architektura
Cerkiew św. Piotra Moskiewskiego została wzniesiona w stylu ruskim, na planie krzyża. Zwieńczona jest rzędem kokoszników, na którym usytuowany jest wysoki dach namiotowy. Początkowo cerkiewny podklet (kondygnację cokołową świątyni) otaczała galeria (gulbiszcze), którą następnie, w XVIII w. przekształcono w dolną cerkiew św. Michała Archanioła. Według innego źródła w miejscu tym mogły znajdować się pomieszczenia użytkowane jako więzienie. Pierwotnie w sąsiedztwie cerkwi znajdowała się dzwonnica. W XIX w. zastąpiono ją dzwonnicą zwieńczoną iglicą. Wtedy też do cerkwi wstawiono nowe wyposażenie.